# Маэтинга
Маэтинга (порт. Maetinga)  —  муниципалитет в Бразилии, входит в штат Баия. Составная часть мезорегиона Юго-центральная часть штата Баия. Входит в экономико-статистический микрорегион Брумаду. Население составляет 16 083 человека на 2006 год. Занимает площадь 368,390 км². Плотность населения — 43,7 чел./км².

## История
Город основан 9 мая 1985 года.

## Статистика
- Валовой внутренний продукт на 2003 год составляет 17 748 522,00 реалов (данные: Бразильский институт географии и статистики).
- Валовой внутренний продукт на душу населения на 2003 год составляет 1184,66 реала (данные: Бразильский институт географии и статистики).
- Индекс развития человеческого потенциала на 2000 год составляет 0,587 (данные: Программа развития ООН).